# Club sportif d'El Ouardia
Le Club sportif d'El Ouardia (arabe : النادي الرياضي بالوردية) ou CSO est un club omnisports tunisien basé à Tunis et fondé en 1984 dans le quartier d'El Ouardia.